# Медзениле
Медзени́ле, Меццениле (итал. Mezzenile) — коммуна в Италии, располагается в регионе Пьемонт, в провинции Турин.
Население составляет 873 человека (2008 г.), плотность населения составляет 31 чел./км². Занимает площадь 29 км². Почтовый индекс — 10070. Телефонный код — 0123.
Покровителем коммуны почитается святитель Мартин Турский, празднование 11 ноября.

## Демография
Динамика населения:

## Администрация коммуны
- Официальный сайт: http://www.comune.mezzenile.to.it/